# Danilia insperata
Danilia insperata es una especie de molusco gasterópodo de la familia Chilodontidae.

## Distribución geográfica
Se encuentra  en Nueva Zelanda.